# Список вице-президентов Федеративных Штатов Микронезии
Вице-президент Федеративных Штатов Микронезии (ФШМ, англ. Vice President of the Federated States of Micronesia) — второе по значимости должностное лицо в исполнительной власти Федеративных Штатов Микронезии. Вице-президент замещает президента в случае невозможности исполнения последним его обязанностей. В случае смерти или отставки президента (или наступления иных обстоятельств, делающих невозможным исполнения им своих обязанностей), вице-президент приводится к президентской присяге для завершения им срока полномочий замещённого президента.

## Обзор
10 мая 1979 года четыре части Подопечной территории Тихоокеанские острова ратифицировали Конституцию ФШМ и получили местное самоуправление. Другие части Подопечной территории (Палау, Маршалловы острова, и Северные Марианские острова) от ратификации федеративной конституции отказались.
Конституцией были установлены посты президента и вице-президента ФШМ. После вступления в силу 3 ноября 1986 года Договора о свободной ассоциации с США последние прекратили свою опеку над островами. Официально это произошло 22 декабря 1990 года, когда Совет Безопасности ООН резолюцией 683 упразднил соглашение об опеке над островами. 1 мая 2004 года договор о свободной ассоциации с США был продлён.
Президент и вице-президент избираются Конгрессом ФШМ из числа четырёх сенаторов, представляющих входящие в ФШМ штаты (Трук, Кусаие, Понпеи, Яп). Данная категория сенаторов избирается в состав Конгресса сроком на 4 года (в отличие от десяти других, избираемых в округах с примерно равным числом избирателей сроком на 2 года). Поэтому установлен равный сроку их сенаторских полномочий четырёхлетний срок полномочий президента и вице-президента. В ФШМ отсутствуют официальные политические партии, все сенаторы баллотируются как независимые кандидаты.

## Список вице-президентов ФШМ
|                                                       | Портрет     | Имя (годы жизни)                                | Полномочия       | Полномочия  | Выборы               | Президент             |
| Начало                                                | Портрет     | Имя (годы жизни)                                | Окончание        |             | Выборы               | Президент             |
| ----------------------------------------------------- | ----------- | ----------------------------------------------- | ---------------- | ----------- | -------------------- | --------------------- |
| 1                                                     |             | Петрус Тун (1936—1999) англ. Petrus Tun         | 11 мая 1979      | 11 мая 1983 | 1979                 | Тосиво Накаяма        |
| 2                                                     |             | Бейли Олтер (1932—1999) англ. Bailey Olter      | 11 мая 1983      | 11 мая 1987 | 1983                 | Тосиво Накаяма        |
| 3                                                     |             | Хироси Исмаел (1936—2008) англ. Hiroshi Ismael  | 11 мая 1987      | 11 мая 1991 | 1987                 | Джон Ричард Хэглелгэм |
| 4 (I—II)                                              |             | Джейкоб Нена (1941—2022) англ. Jacob Nena       | 11 мая 1991      | 11 мая 1995 | 1991                 | Бейли Олтер           |
| 4 (I—II)                                              | 11 мая 1995 | Джейкоб Нена (1941—2022) англ. Jacob Nena       | 8 ноября 1996    | 1995        |                      | Бейли Олтер           |
| С 8 ноября 1996 года до 8 мая 1997 года пост вакантен |             |                                                 |                  |             |                      |                       |
| 5                                                     |             | Лео Эми Фолкэм (1935—2018) англ. Leo Amy Falcam | 8 мая 1997       | 11 мая 1999 | 1997                 | Джейкоб Нена          |
| 6                                                     |             | Редли Киллион (1951—) англ. Redley Killion      | 11 мая 1999      | 11 мая 2003 | 1999                 | Лео Эми Фолкэм        |
| 6                                                     | 11 мая 2003 | Редли Киллион (1951—) англ. Redley Killion      | 11 мая 2007      | 2003        | Джозеф Джон Урусемал |                       |
| 7 (I—II)                                              |             | Алик Алик (1953—) англ. Alik Alik               | 11 мая 2007      | 11 мая 2011 | 2007                 | Имануэл Мори          |
| 7 (I—II)                                              | 11 мая 2011 | Алик Алик (1953—) англ. Alik Alik               | 11 мая 2015      | 2011        |                      | Имануэл Мори          |
| 8                                                     |             | Ёсиво Джордж (1941—2022) англ. Yosiwo George    | 11 мая 2015      | 11 мая 2019 | 2015                 | Питер Мартин Кристиан |
| 8                                                     | 11 мая 2019 | Ёсиво Джордж (1941—2022) англ. Yosiwo George    | 13 августа 2022  | 2019        | Дэвид Пануэло        |                       |
| С 13 августа до 13 сентября 2022 года пост вакантен   |             |                                                 |                  |             |                      |                       |
| 9 (I—II)                                              |             | Арен Палик (?—) англ. Aren Palik                | 13 сентября 2022 | 11 мая 2023 | 2019                 | Дэвид Пануэло         |
| 9 (I—II)                                              | 11 мая 2023 | Арен Палик (?—) англ. Aren Palik                | действующий      | 2023        | Уэсли Симина         |                       |